# Sabina Catharina
Sabina Catharina von Ostfriesland oder Sabina Catharina Cirksena (* 11. August 1582 in Esens; † 31. Mai 1618) war eine Gräfin von Rietberg.

## Leben
Sabina Catharina wurde  als ältestes Kind von Enno III. (Haus Cirksena) und dessen erster Frau Walburgis in Esens geboren. Am 7. Oktober des Jahres empfing sie ebendort die Taufe. Im Berumer Vergleich am 28. Januar 1600 wurde das Erbe von Enno III. unter Sabina Catharina und ihrer Schwester Agnes aufgeteilt, da sich ihr Vater neu vermählen wollte. Sabina Catharina wurde die Grafschaft zugesprochen.
Sabina Catharina heiratete 1601 ihren Onkel Johann III. Die notwendige päpstliche Dispens war am 13. April 1600 erteilt worden. Am 3. März 1601 wurde ein Ehevertrag geschlossen, am Tag darauf schloss der Abt Leonhard Ruben von Abdinghof in der Rietberger Schlosskapelle die Trauung im tridentinischen Ritus. Noch vor der Hochzeit konvertierte das Paar zum katholischen Glauben und führte diesen wieder in der Grafschaft ein.
1618 legte das Ehepaar den Grundstein zum Franziskanerkloster in Rietberg. 1629 wurde die Gründungsurkunde des Klosters ausgestellt.
Sabina Catharina starb am 31. Mai 1618 bei der Geburt ihres elften Kindes. Der Sarg wurde in der Schlosskapelle beigesetzt und von zwei holländischen Maurern verschlossen. Nach ihrem Tod wurde Sabina Catharina wie eine Heilige verehrt. Der Hochaltar im Franziskanerkloster trägt ihr zu Ehren das Patrozinium Hl. Katharina.

## Nachkommen
Zusammen mit Johann III. hatte Sabina Catharina elf Kinder:
1. Edzard (* 2. Juni 1602; † 28. März 1603), begraben im Kloster Marienfeld
2. Anna Walburgis (* 27. Oktober 1603; † 29. November 1604), begraben im Kloster Marienfeld
3. Catharina Maria (* 28. Oktober 1604), vor 1623 verheiratet mit Marquis von Warenbon
4. Ernst Christoph (* 1. April 1606; † 31. Dezember 1640), 1625–1640 Graf von Rietberg, verheiratet mit Albertine Maria Marquise de St. Martin, kaiserlicher Vizemarschall
5. Enno Philipp (* 23. März 1608; † 14. März 1636), Domherr zu Köln, Straßburg und Paderborn
6. Leopold (* 23. November 1609; † 14. November 1635), Domherr zu Köln, Straßburg und Paderborn
7. Walburgis Maria (* 8. Mai 1612; † 13. Juni 1613), begraben im Kloster Marienfeld
8. Ferdinand Franz (* 4. Oktober 1613; † 27. Juni 1648), Domherr zu Köln, Magdeburg, Straßburg und Halberstadt
9. Clara Sophia (* 7. März 1615)
10. Anna Clara (* 30. Mai 1616)
11. Johann IV. (* 31. Mai 1618; † 7. August 1660), Graf von Rietberg